# Mintimer Szajmijew
Mintimer Szaripowicz Szajmijew, ros. Минтимер Шарипович Шаймиев (ur. 20 stycznia 1937) – tatarski polityk i inżynier z Powołża, premier Tatarskiej ASRR w latach 1985–1989, I sekretarz tatarskiego komitetu obwodowego Komunistycznej Partii Związku Radzieckiego w latach 1989–1990, autokratyczny prezydent Tatarstanu od 12 czerwca 1991 do ustąpienia w dniu 25 marca 2010. Uzyskał dla Tatarstanu pokaźną autonomię w ramach Federacji Rosyjskiej.

## Życiorys
W 1959 ukończył studia na Wydziale Mechanizacji Kazańskiego Instytutu Rolniczego, pracował jako inżynier i później główny inżynier stacji remontów traktorów, następnie został skierowany do Mienzielinska jako kierownik rejonowego oddziału „Sielchoztechniki”. W 1967 został instruktorem, potem zastępcą kierownika Wydziału Rolnego Tatarskiego Komitetu Obwodowego KPZR, w latach 1969–1983 był ministrem melioracji i gospodarki wodnej Tatarskiej ASRR, następnie I zastępcą przewodniczącego Rady Ministrów Tatarskiej ASRR i sekretarzem Tatarskiego Komitetu Obwodowego KPZR. Od 1985 był przewodniczącym Rady Ministrów Tatarskiej ASRR, od 1989 I sekretarzem Tatarskiego Komitetu Obwodowego KPZR, a w latach 1990–1991 przewodniczącym Rady Najwyższej Tatarskiej ASRR, 12 czerwca 1991 został pierwszym prezydentem Republiki Tatarstanu. W latach 1994–2001 był członkiem Rady Federacji. W 1998 pełnił obowiązki premiera Tatarstanu.
25 kwietnia 2017 otrzymał tytuł Bohatera Pracy Federacji Rosyjskiej.